# ALTIBASE
ALTIBASE（アルティベース）は、ALTIBASE Corp.が開発し、シアンス・アールが販売・サポートしている関係データベース管理システム (RDBMS) のことである。高速データ処理を可能にするメモリデータベースと、大容量データ処理を実現するディスクデータベースの両方の機能を持つハイブリッド型のRDBMSであり、組み込み系から基幹系まで幅広い範囲での利用が可能。

## 特徴
- データ構造は、既存のRDBと同じ関係モデル。
- メモリデータベースの速度は、RDBMSと比べて10倍から20倍程度。

## アプリケーションインタフェース
- SQL92準拠
- ODBC、JDBC、PHP、Perl、.Net等
- CLI (Call Level Interface)
- 埋め込みSQL（C言語対応のプリコンパイラ提供）
- ストアドプロシージャ、トリガ

## 特性
- チェックポイントとトランザクションログの機能により、メモリデータベースのデータの永続性も保証。
- メモリデータベースとディスクデータベース間のデータの移動機能 (MOVE DML) を実装。
- ユーザーは、アクセスするテーブルがメモリにあるのか、ディスクにあるのかを意識する必要がない。
- 行レベルロック、MVCCの実装により高い同時実行性を実現。
- 鮮度の高いリアルタイム処理が必要なデータをメモリデータベースで処理し、履歴として保存する鮮度が低くなったデータをディスクデータベースに移動して管理するなど、1つのデータベースで特性の異なるデータを処理できる。